# Letter Bee
(Bibbia di Amberground, estratto del primo salmo.)
Letter Bee (テガミバチ?, Tegami bachi, lett. "Ape delle lettere") è un manga ed anime giapponese creato da Hiroyuki Asada nel settembre del 2006, e pubblicato dalla Shūeisha nel Monthly Shōnen Jump. A seguito della chiusura di quest'ultimo, la serie venne proseguita per un capitolo nello Shōnen Jump nel corso del 2007, e venne proseguito successivamente a cadenza mensile sul Jump Square. Si è concluso nel novembre 2015 (dopo che la conclusione era stata annunciata qualche mese prima).
Durante il Jump Fiesta del dicembre 2007, è stata annunciata la produzione di una serie animata ispirata alla serie. Questa è andata in onda dal 3 ottobre 2009 e si è conclusa il 27 marzo 2010, il 3 ottobre 2010 è cominciata la seconda serie dell'anime, Letter Bee Reverse.

## Trama
In un mondo che non conosce la luce, il sole artificiale che illumina la capitale Akatsuki è il faro della speranza per il piccolo Lag Seeing. Dopo che la madre è stata rapita e portata in città, viene raccolto in mezzo al deserto da un Letter Bee, Gauche Suede, incaricato di consegnarlo alla sua vecchia vicina di casa.
I Letter Bee sono esseri umani ma non sono semplici postini: rischiano la vita viaggiando in zone selvagge e pericolose tra una città e l'altra, e utilizzano il proprio "cuore" per difendersi. L'unica arma in grado di annientare il loro nemico naturale, i giganteschi "insetti corazzati", è una pistola attivata da una speciale ambra che ospita antichi insetti che racchiudono in loro l'energia spirituale della terra, e permette a chi la usa di sparare frammenti del proprio cuore, e i ricordi in esso contenuti. Per Lag inizia un'avventura che cambierà completamente la sua vita.
Allo stesso tempo però le zone buie tra le città sono infestate da enormi insetti che si nutrono del cuore degli esseri umani, e dal cuore vengono attirati: sono i Gaichu, enormi insetti corazzati che possono essere distrutti solo e soltanto facendo battere il proprio cuore all'interno della loro corazza.
I Gaichu sono insetti vuoti, puri corpi senza cuore alla ricerca di un cuore da assaporare, e quando ciò accade il corpo si sgretola.
Il sogno di Lag è divenire anch'egli Bee, in modo da poter un giorno riunirsi con la madre Ann.
In seguito a una disavventura, grazie alla sua gentilezza, farà coppia con Niche.
Niche è una bambina nata da una donna nutritasi con la carne e il sangue di un esemplare della leggendaria razza animale estinta Maka.
Niche sarà la dingo di Lag: i dingo sono infatti i compagni dei Bee, senza un dingo Lag non potrebbe divenire Bee.

## I Letter Bee
Dalle parole di Goos è facile capire come il lavoro di Letter Bee non abbia quasi nulla a che fare con i nostri postini. I Letter Bee, per consegnare le "lettere" (può trattarsi di lettere vere e proprie, ma anche di pacchi o persone) devono attraversare le zone più pericolose di Amberground. In queste zone capita sovente di incontrare dei Gaichu e, proprio per questo, i LB sono addestrati a combatterli e hanno in dotazione una Pistola Sparacuore, l'unica arma che sembra funzionare contro questi mostri. I LB fanno riferimento ad un palazzo delle poste in Yusari, chiamato "Beehive" (alveare). La più grande aspirazione di molti LB è diventare "Head Bee" (citando le parole di Goos: "L'Head Bee è la carica più alta tra noi Letter Bee. Si dice che non esista lettera che lui non possa consegnare. Al momento esiste un unico Head... Quando non si occupa della consegna di importanti documenti è di servizio alla capitale").
Altra figura importante, che compare nel vol.2 dell'opera è Jiggy Pepper, un ragazzo originario di Kyrie: si tratta dell'unico Bee specializzato nelle consegne espresse, poiché riesce grazie all'ambra spirituale a trasformare il suo Cuore in carburante per il suo "Cavallo di Ferro", ovvero una moto. Il suo passato da orfano lo hanno temprato e reso tenace e perseverante, per questo è in grado di percorrere distanze elevate e per lunghi periodi di tempo; durante il percorso viene aiutato dal suo Dingo, il Signor Harry, un rapace che gli comunica informazioni dall'alto aiutandolo a cercare i percorsi e a evitare i gaichu

## Ambientazione
La storia narrata in Letter Bee si svolge nel paese di Amberground, ovvero "la terra dell'ambra" (in riferimento all'ambra spirituale).
Questo paese è diviso in tre parti (Akatsuki (A), Yusari (B) e Yodaka (C) ) divise tra loro da un fiume che sfocia nell'oceano che circonda AG. Il sole Akatsuki splende sopra l'omonima capitale, che viene quindi pienamente illuminata, mentre nelle altre zone la luce diminuisce progressivamente tanto che a Yusari il sole artificiale appare come il sole al tramonto e a Yodaka, la parte più periferica di Amberground, non è più luminoso della luna. Per accedere a Yusari e a Yodaka bisogna avere dei permessi speciali, molto difficili da ottenere.
Di seguito le definizioni dei territori date nel "reference by Dr. Thunderland" del primo volume.
- Akatsuki (città): Capitale di Amberground, non vi si può accedere senza il "Permesso di passaggio per la capitale". Persino per i familiari di chi lo possiede non è facile entrare, se non accumulando abbastanza punti per ottenere il proprio. Si tratta di una selezione severa: è la città degli eletti, di classe alta o speciale.
- Yusari: Località in cui vivono le persone di classe media. La base dei Letter Bee, il palazzo delle poste chiamato "Beehive" (Alveare), è in questa zona.
- Yodaka: Copre più della metà del territorio del paese ed è abitato da lavoratori di fatica e persone di classe bassa. La maggior parte dei Gaichu vive qui, e le montagne, le praterie e il deserto sono considerate per questo zone pericolose. Le occupazioni principali della popolazione sono l'agricoltura, l'allevamento e la pesca nel mare esterno. I guadagni vengono risucchiati praticamente tutti dal governo. La maggior parte delle persone vive in condizioni di estrema povertà, ma alcune città portuali prosperano grazie a commerci (anche di contrabbando) con l'estero.

## Personaggi

Lag, Niche e Steak nell'anime

### Letter Bee
- Lag Seeing: responsabile della sezione Cold Letter - Dingo: Niche
- Connor Culh - Dingo Gas
- Jiggy Pepper: responsabile consegne espresse - Dingo: Harry
- Zazie - Dingo: Wasiolka
- Largo Lloyd (Largo Balor): direttore dell'"Alveare", passerà dalla parte di Reverse per rovesciare il governo.
- Aria Link: vice direttore dell'"Alveare", poi capo della sezione Cold Letter
- Chalybs Garrad: ispettore della sede centrale - Dingo: Hazel Valentine

### Reverse
Organizzazione rivoluzionaria volta a distruggere il sole artificiale e a far cadere il governo della Capitale.
- Lawrence: "colui che non è potuto diventare spirito", leader di Reverse
- Zeal: Marauder di Reverse dalle sembianze leonine
- Noir/Goos Suede: Marauder di Reverse/ex Letter Bee - Dingo Lode

### Gaichu
I Gaichu (Letteralmente Insetti corazzati) sono gigantesche creature corazzate, simili ad insetti. Vivono principalmente nei territori di Yusari e Yodaka, dato che questi sono i meno illuminati di Amberground. Sembra che non siano dotati di ragione, infatti attaccano per istinto attratti dal "cuore" umano. Gli scienziati stanno dibattendo sulla possibilità che in antichità fossero dotati di capacità d'intendere e volere. Poiché i Letter Bee devono attraversare luoghi infestati da questi esseri, sono addestrati a combatterli. Nel volume 7 si scopre che i Gaichu si originano dai resti degli insetti spirituali detti Seireichu una volta che questi esauriscono il loro "cuore".
Tutti i Gaichu hanno nomi di cocktail o bevande alcoliche (Daiquiri, Four roses, Bookers...)

## Volumi
| Nº | Giapponese 「Kanji」 - Rōmaji                                 | Data di prima pubblicazione            | Data di prima pubblicazione              |
| Nº | Giapponese 「Kanji」 - Rōmaji                                 | Giapponese                             | Italiano                                 |
| 1  | 「テガミとテガミバチ」 - Tegami to Tegamibachi                | 4 gennaio 2007 ISBN 978-4-08-874312-7  | 7 giugno 2008                            |
| 2  | 「ジギー・ペッパーへの手紙」 - Jigī Peppā e no tegami         | 4 giugno 2007 ISBN 978-4-08-874374-5   | 23 agosto 2008                           |
| 3  | 「シルベット・スエードに会う」 - Shirubetto Suēdo ni au       | 4 febbraio 2008 ISBN 978-4-08-874483-4 | 16 ottobre 2008                          |
| 4  | 「嘘テガミ」 - Uso tegami                                     | 2 aprile 2008 ISBN 978-4-08-874517-6   | 18 dicembre 2008                         |
| 5  | 「精霊になれなかった者」 - Seirei ni narenakattamono          | 3 ottobre 2008 ISBN 978-4-08-874584-8  | 22 febbraio 2009                         |
| 6  | 「荒野幻灯台」 - Kōya gen tōdai                               | 4 febbraio 2009 ISBN 978-4-08-874636-4 | 30 gennaio 2010                          |
| 7  | 「ブルー・ノーツ・ブルース」 - Burū Nōtsu Burūsu              | 4 giugno 2009 ISBN 978-4-08-874678-4   | 28 febbraio 2010                         |
| 8  | 「光、闇を照らす」 - Hikari, yami o terasu                    | 2 ottobre 2009 ISBN 978-4-08-874743-9  | 31 marzo 2011 ISBN 978-88-6589-098-1     |
| 9  | 「凍結物件課」 - Kōrudo Retā ka                               | 4 febbraio 2010 ISBN 978-4-08-870006-9 | 17 settembre 2011 ISBN 978-88-6589-445-3 |
| 10 | 「光る眼」 - Hikaru me                                        | 4 giugno 2010 ISBN 978-4-08-870039-7   | 28 gennaio 2012 ISBN 978-88-6589-682-2   |
| 11 | 「BEEの鞄」 - BEE no kaban                                    | 4 ottobre 2010 ISBN 978-4-08-870120-2  | 7 aprile 2012 ISBN 978-88-6589-850-5     |
| 12 | 「光の子」 - Hikari no Ko                                     | 21 aprile 2011 ISBN 978-4-08-870198-1  | 11 agosto 2012 ISBN 978-88-6304-322-8    |
| 13 | 「区域カゲロウ」 - Kuiki Kagerou                              | 4 novembre 2011 ISBN 978-4-08-870334-3 | 13 ottobre 2012 ISBN 978-88-6304-450-8   |
| 14 | 「母からのテガミ」 - Haha kara no Tegami                      | 2 maggio 2012 ISBN 978-4-08-870407-4   | 9 febbraio 2013 ISBN 978-88-6304-804-9   |
| 15 | 「小さき者へ」 - Chiisaki-mono he                             | 4 ottobre 2012 ISBN 978-4-08-870524-8  | 6 aprile 2013 ISBN 978-88-6304-958-9     |
| 16 | 「嵐が丘」 - Arashigaoka                                      | 4 giugno 2013 ISBN 978-4-08-870636-8   | 28 febbraio 2014 ISBN 978-88-912-5371-2  |
| 17 | 「途中採用のチコ」 - Tochuu Saiyou no Chiko                   | 4 gennaio 2014 ISBN 978-4-08-870843-0  | 12 luglio 2014 ISBN 978-88-912-5569-3    |
| 18 | 「前略・大切な人達へ」 - Zenryaku - Taisetsu-na Hito-tachi he | 4 agosto 2014 ISBN 978-4-08-880077-6   | 26 settembre 2015 ISBN 978-88-912-5987-5 |
| 19 | 「首都アカツキ」 - Shuto Akatsuki                             | 3 aprile 2015 ISBN 978-4-08-880229-9   | 27 febbraio 2016 ISBN 978-88-912-6130-4  |
| 20 | 「Shine」 - Shain                                             | 4 gennaio 2016 ISBN 978-4-08-880506-1  | 1º settembre 2016 ISBN 978-88-912-6288-2 |

## Episodi diLetter Bee
| Nº      | Titolo italiano (traduzione letterale) Giapponese 「Kanji」 - Rōmaji | In onda          | In onda |
| Nº      | Titolo italiano (traduzione letterale) Giapponese 「Kanji」 - Rōmaji | Giapponese       |         |
| 1       | Lettere e Letter Bee 「テガミとテガミバチ」 - Tegami to Tegami Bachi | 3 ottobre 2009   |         |
| 2       | Amico mio 「ぼくの友達」 - Boku no tomodachi | 10 ottobre 2009  |         |
| 3       | Ragazzo piagnucolone, ragazza lettera 「泣き虫少年、テガミ少女」 - Nakimushi shōnen, tegami shōjo                                                                                    | 17 ottobre 2009  |         |
| 4       | La Dingo di Lag 「ラグのディンゴ」 - Ragu no Dingo | 24 ottobre 2009  |         |
| 5       | La città senza via d'uscita 「行き止まりの町」 - Yukidomari no machi | 31 ottobre 2009  |         |
| 6       | La lettera per Jiggy Pepper 「ジギー・ペッパーへの手紙」 - Jigī Peppā e no tegami | 7 novembre 2009  |         |
| 7       | Yusari Central Nocturne Hood num. 13, ufficio postale principale L'Alveare 「ユウサリ中央 夜想道13番地 郵便館BEE-HIVE」 - Yūsari Sentoraru, Yasōmichi Jūsanbanchi, Yūbinkan BEE-HIVE | 14 novembre 2009 |         |
| 8       | Incontro con Silvet Suede 「シルベット・スエードに会う」 - Shirubetto Suēdo ni au | 21 novembre 2009 |         |
| 9       | La promessa del ragazzo piagnucolone 「泣き虫少年の誓い」 - Nakimushi shōnen no chikai                                                                                               | 28 novembre 2009 |         |
| 10      | Sotto la luce 「光の下」 - Hikari no shita | 5 dicembre 2009  |         |
| 11      | Lettera bugiarda 「嘘テガミ」 - Uso tegami | 12 dicembre 2009 |         |
| 12      | I fiocchi rossi e verdi 「赤と緑のリボン」 - Aka to midori no ribon | 19 dicembre 2009 |         |
| 13      | La terra promessa 「約束の大地」 - Yakusoku no daichi | 26 dicembre 2009 |         |
| 14      | Il dottor cadavere 「死骸博士」 - Shigai hakase | 9 gennaio 2010   |         |
| 15      | Fuga d'amore 「愛の逃避行」 - Ai no Tōhikō | 16 gennaio 2010  |         |
| 16      | Lettera di una fan ad un musicista 「音楽家へのファンレター」 - Ongakuka e no Fan Retā                                                                                               | 23 gennaio 2010  |         |
| 17      | Letter Bee e Dingo 「テガミバチとディンゴ」 - Tegami Bachi to Dingo | 30 gennaio 2010  |         |
| 18      | Letter Bird 「テガミバト」 - Tegami Bato | 6 febbraio 2010  |         |
| 19      | Un Letter Bee ammalato e le ragazze 「病気のテガミバチと少女たち」 - Byōki no Tegami Bachi to Shōjo Tachi                                                                            | 13 febbraio 2010 |         |
| 20      | Lettera perduta 「なくしたテガミ」 - Nakushita Tegami | 20 febbraio 2010 |         |
| 21      | Potpourri di ricordi 「記憶のポプリ」 - Kioku no Popuri | 27 febbraio 2010 |         |
| 22      | Appunti che collegano sogni 「夢つなぐノート」 - Yume Tsunagu Nōto | 6 marzo 2010     |         |
| 23      | Honey Waters 「ハニー・ウォーターズ」 - Hanī Wōtāzu | 13 marzo 2010    |         |
| 24      | Tre ricordi del cuore 「こころの記憶、三つ」 - Kokoro no Kioku, Mittsu | 20 marzo 2010    |         |
| 25      | Colui che non è potuto diventare spirito 「精霊になれなかった者」 - Seirei ni Narenakattamono                                                                                        | 27 marzo 2010    |         |
| Special | Fantastica storia notturna della luce e del blu | -                |         |

## Episodi diLetter Bee Reverse
| Nº | Titolo italiano (traduzione letterale) Giapponese 「Kanji」 - Rōmaji                     | In onda          | In onda |
| Nº | Titolo italiano (traduzione letterale) Giapponese 「Kanji」 - Rōmaji                     | Giapponese       |         |
| 1  | Promessa 「約束」 - Yakusoku                                                             | 3 ottobre 2010   |         |
| 2  | Mutande e pane 「パンツとパン」 - Pantsu to pan                                          | 10 ottobre 2010  |         |
| 3  | La foto lettera colorata di ortensia 「アジサイ色の絵テガミ」 - Ajisai shoku no e tegami | 16 ottobre 2010  |         |
| 4  | Un faro nel deserto dell'illusione 「荒野幻灯台」 - Kouya gentou dai                     | 23 ottobre 2010  |         |
| 5  | Reverse World 「リバース・ワールド」 - Ribaasu Waarudo                                   | 30 ottobre 2010  |         |
| 6  | La bambola bambina 「少女人形」 - Shoujo ningyou                                         | 6 novembre 2010  |         |
| 7  | Film noir 「フィルム ノワール」 - Firumu nowāru                                          | 13 novembre 2010 |         |
| 8  | Blue Notes Blues 「ブルー・ノーツ・ブルース」 - Burū Nōtsu Burūsu                        | 20 novembre 2010 |         |
| 9  | 200 anni di solitudine 「ひとりぼっちの二百年」 - Hitori botchi no ni hyaku nen          | 27 novembre 2010 |         |
| 10 | Monastero Veritably 「ベリタブリィー修道院」 - Beritaburī shūdōin                        | 4 dicembre 2010  |         |
| 11 | L'attacco del Cabernet 「カベルネ襲来」 - Kaberune shūrai                                | 11 dicembre 2010 |         |
| 12 | Luce che brilla sull'oscurità 「光、闇を照らす」 - Hikari, yami o terasu                 | 18 dicembre 2010 |         |
| 13 | Melodia rosso cremisi 「紅緋色の旋律」 - Benihīro no senritsu                            | 25 dicembre 2010 |         |
| 14 | Il giorno del Balenio 「瞬きの日」 - Mabataki no hi                                      | 8 gennaio 2011   |         |
| 15 | Bentornato a casa 「おかえりなさい」 - Okaerinasai                                       | 15 gennaio 2011  |         |
| 16 | Loda, vagabonda 「ロダ、彷徨う」 - Roda, samayō                                          | 22 gennaio 2011  |         |
| 17 | Bugie e verità 「嘘と真実」 - Uso to shinjitsu                                           | 29 gennaio 2011  |         |
| 18 | Il proiettile spirituale perduto 「喪われた心弾」 - Ushinawa reta shindan                | 5 febbraio 2011  |         |
| 19 | Né malevolenza, né odio 「悪意でなく、憎悪でなく」 - Akui de naku, zouo de naku          | 12 febbraio 2011 |         |
| 20 | Speranze e sorrisi 「希望の微笑み」 - Kibō no hohoemi                                    | 19 febbraio 2011 |         |
| 21 | L'ambizione di Lawrence 「ロレンスの野望」 - Rorensu no yabō                             | 26 febbraio 2011 |         |
| 22 | Il posto dove voglio ritornare 「帰りたい場所」 - Kaeri tai basho                        | 5 marzo 2011     |         |
| 23 | Ad Akatsuki 「アカツキにて」 - Akatsuki nite                                             | 12 marzo 2011    |         |
| 24 | Battaglia finale! Yusari Central 「決戦！ユウサリ中央」 - Kessen! Yuusari Chuuou         | 19 marzo 2011    |         |
| 25 | La luce del cuore 「「こころ」の光」 - Kokoro no hikari                                  | 26 marzo 2011    |         |

### L'accademia dei Letter Bee
Nei DVD della prima serie dell'anime fu inclusa una serie da episodi da tre minuti l'uno intitolata L'accademia dei Letter Bee (テガミバチ学園?, Tegami Bachi Gakuen). Gli episodi si incentrano su alcuni misteri di Amberground accennati nella serie.
| Nº | Titolo italiano (traduzione letterale) Giapponese 「Kanji」 - Rōmaji                                                 | Prima edizione   | Prima edizione |
| Nº | Titolo italiano (traduzione letterale) Giapponese 「Kanji」 - Rōmaji                                                 | Giapponese       |                |
| 1  | L'accademia dei Letter Bee, la scuola apre! 「テガミバチ学園、開校！」 - Tegami Bachi Gakuen, Kaikō!                 | 27 gennaio 2010  |                |
| 2  | I segreti dell'ambra spirituale 「精霊琥珀のヒミツ」 - Seirei Kohaku no Himitsu                                      | 27 gennaio 2010  |                |
| 3  | Come sconfiggere un Gaichu 「鎧虫の倒し方」 - Gaichū no Taoshi Kata                                                  | 23 febbraio 2010 |                |
| 4  | Alla ricerca di un Dingo! 「相棒を探そう！」 - Aibō o Sagasō!                                                        | 23 febbraio 2010 |                |
| 5  | Il mistero della capitale Akatsuki 「首都アカツキの謎」 - Shuto Akatsuki no Nazo                                     | 23 febbraio 2010 |                |
| 6  | Yuusari e Yodaka 「ユウサリとヨダカ」 - Yūsari to Yodaka                                                             | 23 febbraio 2010 |                |
| 7  | Vittoria certa! Contromisura Il corso d'esame dei Bee 「必勝！ＢＥＥ試験対策講座」 - Hisshō! BEE Shiken Taisaku Kōza | 26 marzo 2010    |                |
| 8  | Scegliere il presidente 「委員長を選ぼう」 - Iinchō o Erabou                                                         | 26 marzo 2010    |                |
| 9  | Non ridere della mia arma 「人の武器を笑うな」 - Hito no Buki o Warau na                                             | 26 marzo 2010    |                |
| 10 | Che giorno è oggi? 「この日何の日?」 - Kono Hi Nani no Hi?                                                           | 26 marzo 2010    |                |
| 11 | Il salario iniziale di un Bee 「ＢＥＥの初任給」 - BEE no Shoninkyū                                                  | 23 aprile 2010   |                |
| 12 | Quando si trasforma in un abito rosso 「彼が赤服に着替えたら」 - Kare ga Akafuku ni Kigae Tara                       | 23 aprile 2010   |                |
| 13 | Appare il figlio del dottore 「博士の息子、登場」 - Hakase no Musuko, Toujou                                         | 23 aprile 2010   |                |
| 14 | Vino e lacrime e un uomo e un turno 「酒と涙と男と出番)」 - Sake to Namida to Otoko to Deban                         | 23 aprile 2010   |                |
| 15 | Motivo di disagio 「苦悩の理由」 - Kunō no Riyū                                                                      | 28 maggio 2010   |                |
| 16 | Lettera d'amore 「恋テガミ」 - Koi Tegami                                                                            | 28 maggio 2010   |                |
| 17 | I Dingo sono amici 「相棒は友だち！」 - Aibō wa Tomodachi!                                                           | 28 maggio 2010   |                |
| 18 | Test a sorpresa 「抜き打ちテスト」 - Nukiuchi Tesuto                                                                 | 28 maggio 2010   |                |
| 19 | Un giorno nell'infermeria 「ある日の保健室」 - Aruhi no Hokenshitsu                                                  | 25 giugno 2010   |                |
| 20 | Squadra di Letter Bee Ranger 「テガミ戦隊ビーレンジャー」 - Tegami Sentai Bīrenjā                                    | 24 giugno 2010   |                |
| 21 | Deshinote 「Deshinote」 - Deshinote                                                                                  | 24 giugno 2010   |                |
| 22 | Sondaggio acquisti 「購買部アンケート」 - Koubaibu Ankēto                                                            | 24 giugno 2010   |                |
| 23 | Il ragazzo turbolento 「悩める少年」 - Nayameru Shōnen                                                               | 23 luglio 2010   |                |
| 24 | Cos'è questo Gaichu? 「この鎧虫な～んだ？」 - Kono Gaichuu na~nda?                                                   | 23 luglio 2010   |                |
| 25 | Graduazione 「卒業」 - Sotsugyō                                                                                      | 23 luglio 2010   |                |

## Colonna sonora

### Sigle

#### Prima serie
Sigle di apertura
- Hajimari no hi (はじまりの日? "Giorno dell'inizio"); cantata da Suga Shikao e DJ Mummy-D; episodi 1-13
- Love Letter no kawari ni konoshi wo. (ラブレターのかわりにこの詩を。?, Rabu retā no kawari ni konoshi wo., "Questa poesia al posto della lettera d'amore"); cantata da Seira; episodi 14-25

Sigle di chiusura
- Hatenaki michi (果てなき道? "Strada senza fine"); cantata da HIMEKA; episodi 1-13
- Hikari no kioku (光の記憶? "Ricordi della luce"); cantata dagli Angelo; episodi 14-25

#### Seconda serie
Sigle di apertura
- Chisana mahō (小さな魔法? "Piccola magia"); cantata da Stereopony; episodi 1-13
- Yakusoku (約束? "Promessa");cantata da Suga Shikao; episodi 14-25

Sigle di chiusura
- Wasurenagusa (勿忘草? "Non ti scordar di me"); cantata da Piko; episodi 1-13
- Perseus (ペルセウス?, Peruseus, "Perseo"); cantata dagli Yamazaru; episodi 14-25